# 해양예인특수선

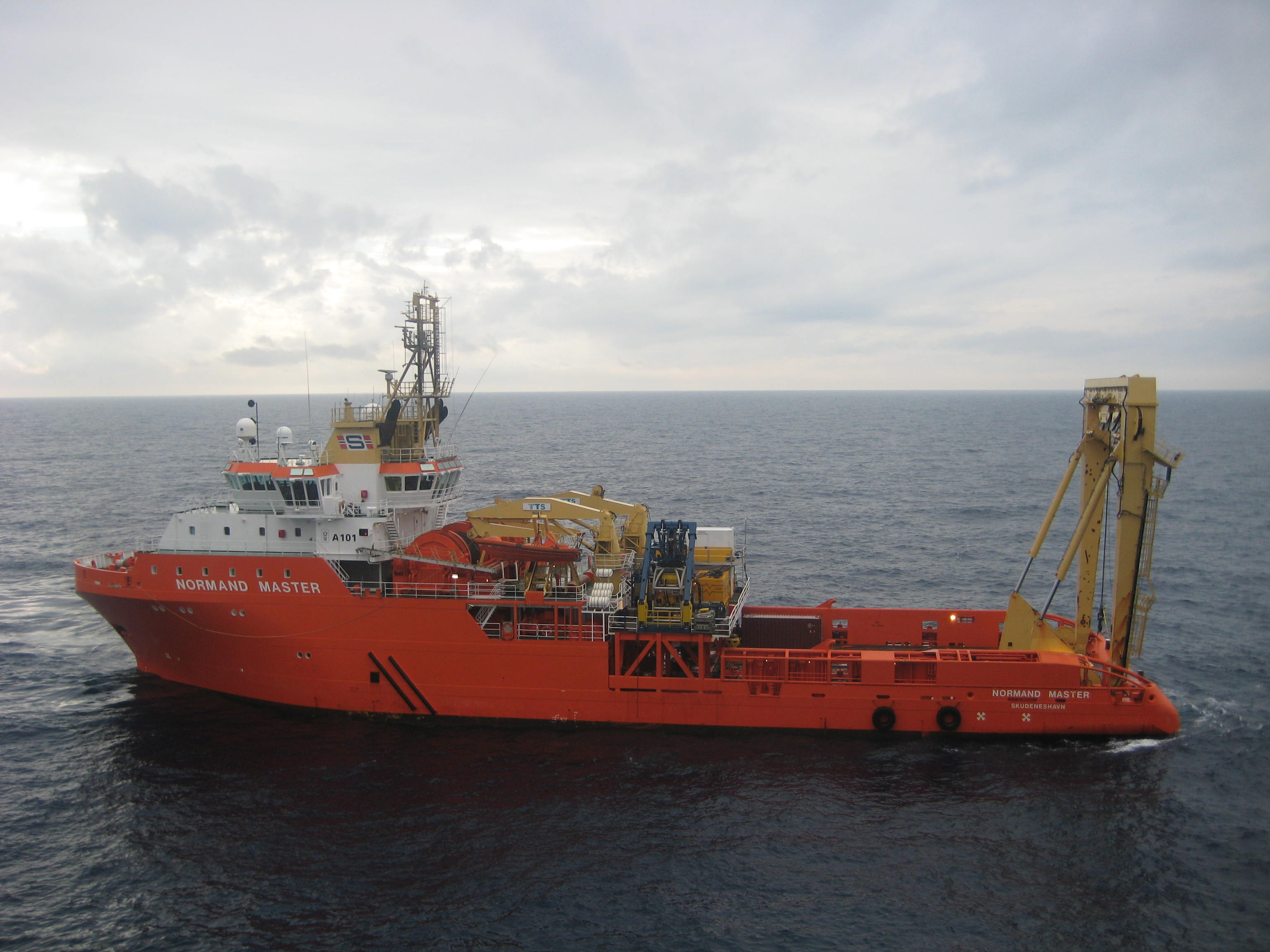

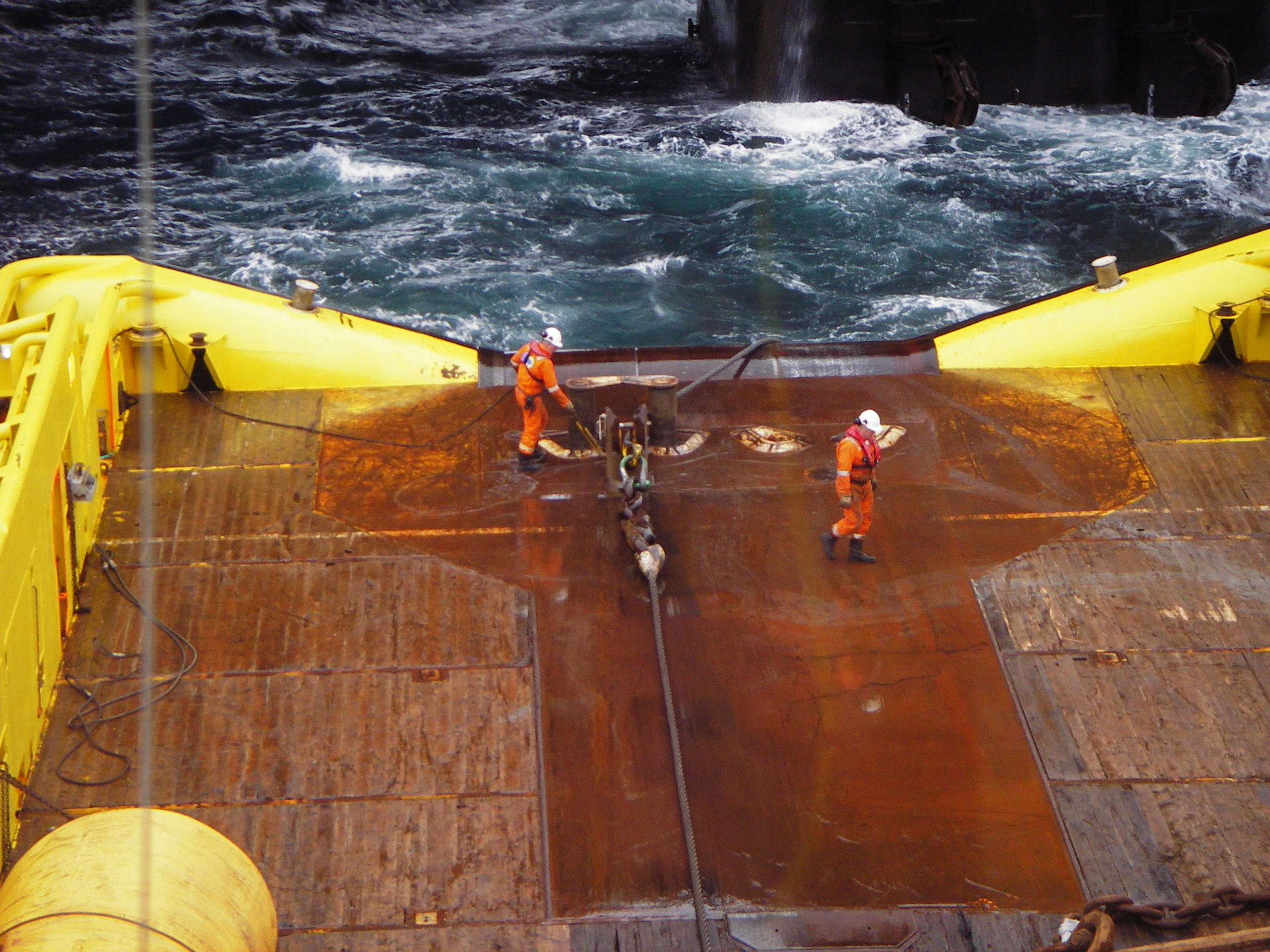

해양예인특수선(Anchor Handling Tug Supply (AHTS) Vessels)은 해상 시추설비를 시추지점으로 예인하고 정박시키는 특수선박이다. 비상시에는 복구 및 구조에 투입되기도 한다.
해양예인특수선은 예인과 양묘 작업에 특화된 권양기와 개방된 선미부, 강력한 벌라드풀에서 해양작업지원선과 비교된다.